# Kodioussou
Kodioussou est une localité du sud-est de la Côte d'Ivoire, dans la sous-préfecture de Dinguira et appartenant au département d'Alépé, dans la région de La Mé. La localité de Kodioussou est un chef-lieu de commune.